# Ayarnangra estuarius
Ayarnangra estuarius es una especie de peces de la familia Erethistidae en el orden de los Siluriformes.

## Morfología
• Las hembras pueden llegar alcanzar los 4,59 cm de longitud total.

## Alimentación
Come invertebrados, como gambas.

## Hábitat
Es un pez de agua dulce y de clima tropical.

## Distribución geográfica
Se encuentran en Asia: Birmania.